# Belvedere-Film
Die Belvedere-Film war eine 1946 gegründete Wiener Filmproduktionsgesellschaft. Gründer waren der erfahrene 67-jährige Filmschaffende Emmerich Hanus und die damals 22-jährige Opernsängerin und Schauspielerin Elfi von Dassanowsky sowie der formale Geschäftsführer August Diglas sowie weitere Kollegen als Geldgeber. Vor dem Zweiten Weltkrieg gab es eine gleichnamige, nur kurz existente, Filmproduktionsgesellschaft des Grafen Czernin.
Das Unternehmen wurde 1999 mit Sitz in Wien und Los Angeles als Produzent von unabhängigen Kurz- und Spielfilmen, vielfach mit österreichischen Themen, wieder gegründet. Als Mitgründerin fungierte erneut Elfi von Dassanowsky, dieses Mal mit ihrem Sohn Robert Dassanowsky.

## Geschichte
Wie Emmerich Hanus wollte auch Elfi von Dassanowsky mehr als nur einzelne unabhängige Filme, oder Filme in Zusammenarbeit mit verschiedenen Alliierten-Mächten, die im besetzten Nachkriegswien die Kontrolle über die größeren Produktionsstudios ausübten, machen. Hanus wollte eine neue Tradition von schauspielerischem und technischem Talent pflegen, und zwar in einem neuen Studio, welches neue Ideen respektieren und auch die technische Perfektion des Wien-Films wieder aufnehmen würde.
Die ersten Projekte waren zwei Kulturfilme: „Symphonie in Salzburg“ 1946 und „Die Kunstschätze des Klosterneuburger Stiftes“ 1947. Dies sollte die wiedergeborene österreichische Kultur und ihre Talente in der Nachkriegsfilmkunst repräsentieren. Die erste Komödie „Die Glücksmühle“ wurde 1947 unter Regie von Emmerich Hanus produziert. Sie wurde vom Filmhistoriker Walter Fritz als „das erste ländliche Lustspiel nach 1945“ bezeichnet. Diese Gattung wollten Hanus und Dassanowsky genau so wie auch die „Wiener Musikkomödie“ wiedererfinden, um sie von den NS-Klischees abzuheben und einem neuen und intellektuellerem Nachkriegspublikum näher zu bringen.

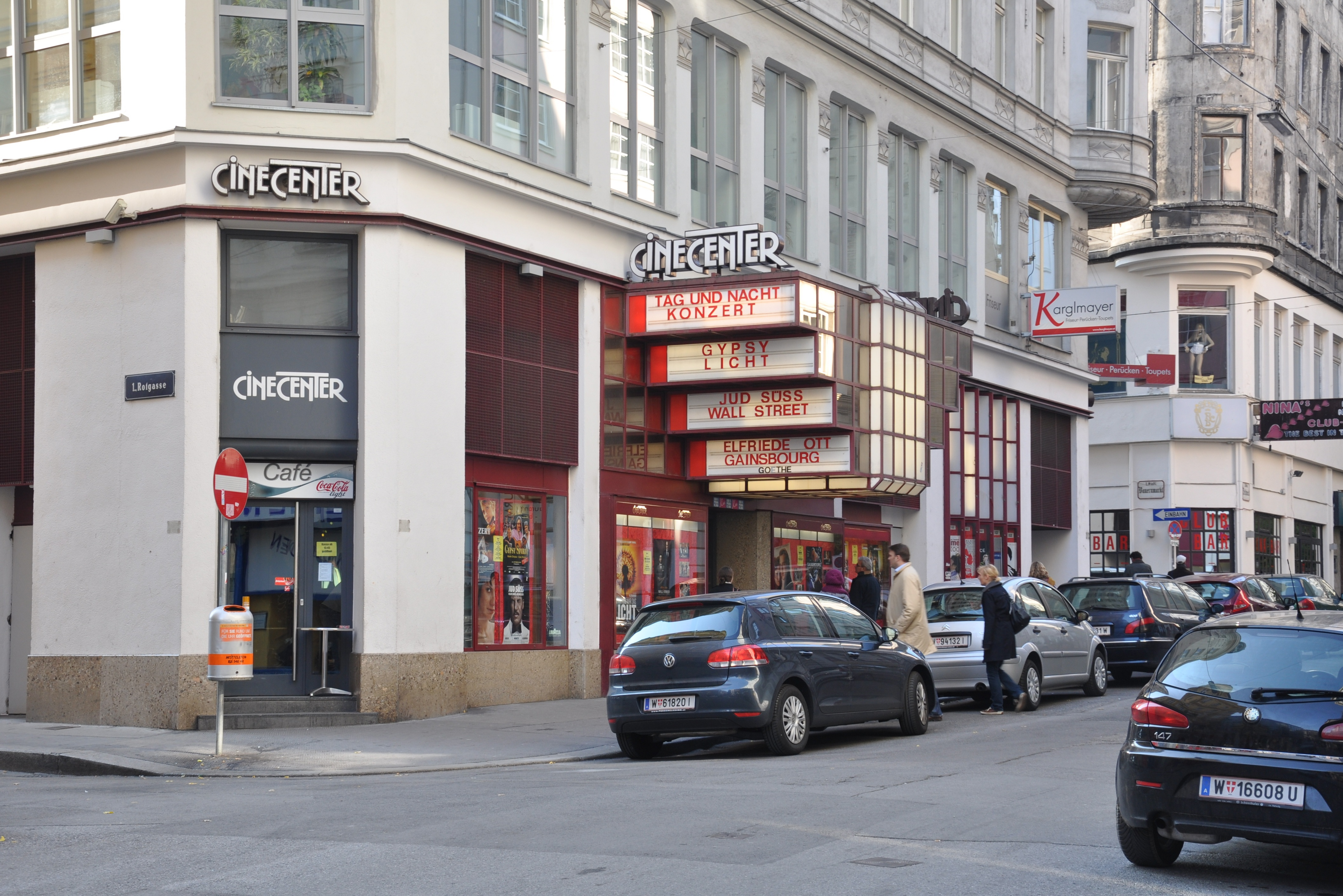
CineCenter, Bauernmarkt 24, Wien I (ehemaliges Belvedere-Film-Studio)

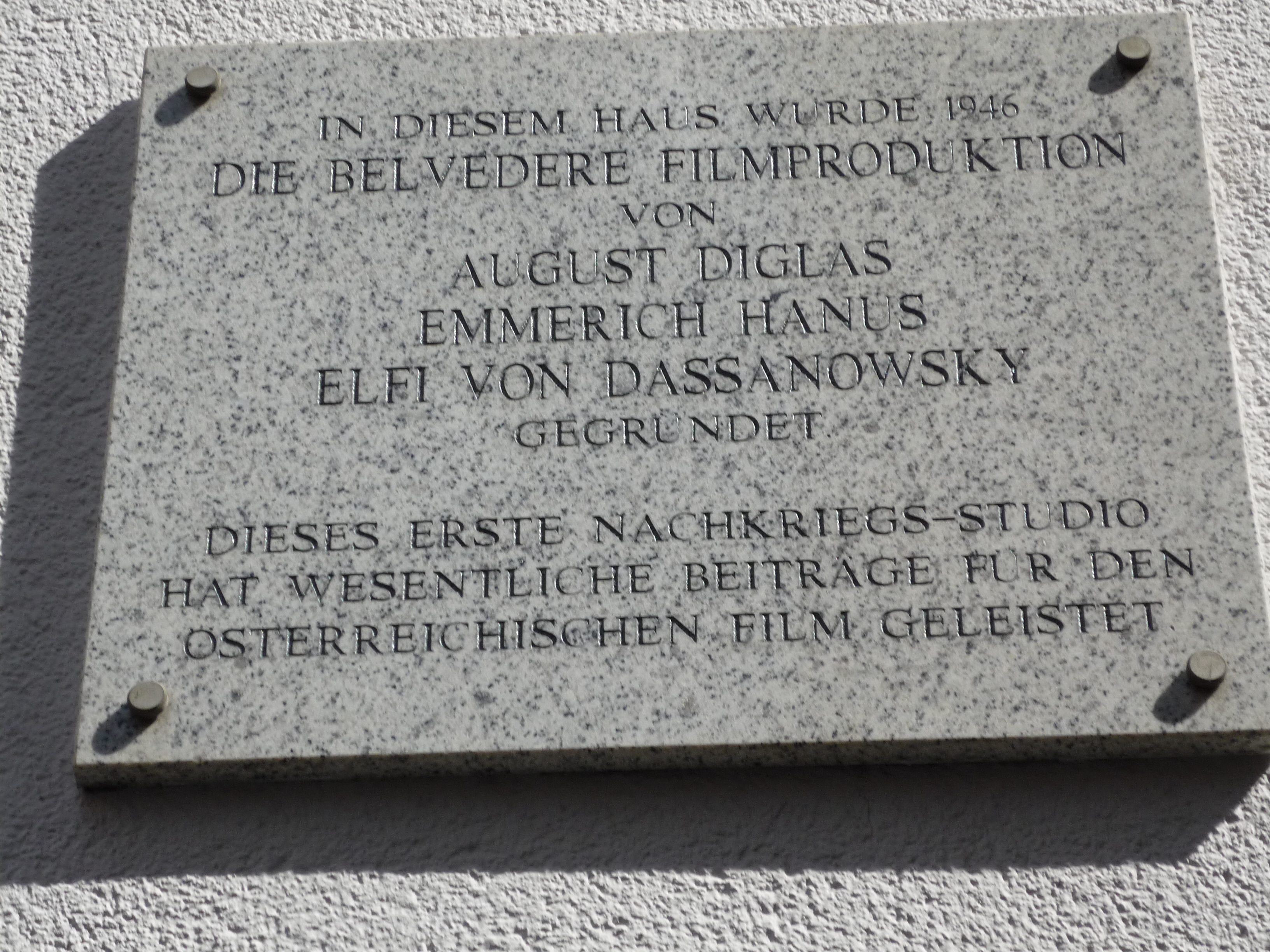
Belvedere-Film-Studio, Gedenktafel am Bauernmarkt, Wien I

Die Belvedere-Film brachte viele alte Stars wieder auf die Leinwand zurück und entdeckte auch viele neue. In „Die Glücksmühle“ spielten Thea Weis, Karl Skraup und Leopold Esterle. Die darauf folgende Komödie „Wer küßt wen?“ aus dem Jahre 1947 wurde für Trude Marlen und Wolf Albach-Retty geschrieben, welcher von dem Burgschauspieler Alexander Trojan am Anfang der Produktion ersetzt wurde. In der Komödie „Der Leberfleck“ (1948) standen unter Regie von Rudolf Carl die berühmten Komiker Oskar Sima, Fritz Imhoff und Carl selbst wieder gemeinsam vor der Kamera. Der damals junge Theaterstar Oskar Werner sollte von Elfi von Dassanowsky zum Eintritt in die Filmwelt überredet werden. Doch während sie und Hanus nach einer passenden Rolle für ihn suchten, um seine bemerkenswerten Talente zu zeigen, stellte von Dassanowskys alter Arbeitgeber, der Wien-Film Regisseur Karl Hartl, ihn in „Engel mit der Posaune“ ein, womit er weltbekannt wurde.
Doch mit der damaligen „Miss Austria“ Nadja Tiller, der jungen Evelyn Künnecke und dem Kabarettisten Gunther Philipp entdeckte die Belvedere-Film Talente, die rasch zu Fixgrößen des österreichischen Films zählten. Ihre ersten Filmrollen absolvierten sie in der extravaganten musikalischen Satire „Märchen vom Glück“ (1949), die auch Maria Holst ihre „Comeback“-Rolle und O. W. Fischer seine erste, und möglicherweise auch einzige Sängerrolle einbrachte.
Der 2001 veröffentlichte Kurzfilm „Semmelweis“ wurde vierfach ausgezeichnet, unter anderem in New York, Houston, Parma, und beim Festival of Nations in Österreich.

## Studios und Drehorte
Das besondere der 1946 neu gegründeten Belvedere-Film unter den vielen anderen Neugründungen der Nachkriegszeit war, dass es Österreichs erstes neues Studio war. Eine sich selbst tragende Anstalt für die Entwicklung von Talenten und Produktionen. Die Studios und zugleich Sitz der Gesellschaft waren im eleganten Jugendstilgebäude am Bauernmarkt 24 untergebracht, welches vom Wiener Architekten Anton Hein, wie das gesamte Bauernmarkt-Fleischmarkt-Viertel, im Jahre 1913 entworfen worden war. Im obersten Geschoß desselben Gebäudes befand sich anfangs ein Stummfilmatelier. 1933 wurde dort das Lehrinstitut für Tonfilmkunst gegründet, wo unter anderen Ernst Lubitsch, Heinz Hanus, Karl Farkas, Artur Berger, Franz Herterich und Hans Theyer lehrten. In der Wien-Film-Zeit wurde es als zusätzliches Filmstudio zum Rosenhügel gebraucht.
In den ersten Jahren wurde jede mögliche Räumlichkeit des in den letzten Kriegsjahren beschädigten Gebäudes benutzt. Das Fensterglas und ein Großteil der Einrichtung fehlte. Wie Marielies Füringk in ihrem Artikel über den Besuch der Studios in einer Ausgabe von „Mein Film“ 1947 schrieb, hatte die Belvedere-Film aber bald Büroräume, Kulissen- und Kostümfundus, Garderoben, Werkräume für Bau und Schnitt, eine Tonkabine und zwei Aufnahmehallen, die Raum für mittlere Dekoration boten.
Der Großteil der Außenaufnahmen für die frühen Heimatfilme wurde in Altaussee gedreht. In den Jahren 1948/49 konnten die großen Aufnahmehallen der Rosenhügel-Filmstudios als zweites Aufnahmeatelier genutzt werden. Mehrere der großen technischen Talente der Wien-Film konnten zur Arbeit für die Belvedere-Film gewonnen werden. Darunter der Tontechniker Alfred Norkus, der Kameramann Sepp Ketterer, die Kostümbildnerin Gerdago und die Kostümschneiderin Ella Bei. Aber dennoch waren mindestens die Hälfte der technischen Belegschaft Anfänger, wobei aus vielen später noch Experten wurden, wie etwa Hanns Matula als Kameramann und Editor.
Der frühere Belvedere-Studiobau, der zu Beginn des Filmes in Österreich existierte, ist heute Ort des „CineCenter“-Kinos. Eine Gedenktafel am Bauernmarkt erinnert an die Firma und ihre Gründer.

## Recherche von verschollenen Filmen
Mit Hilfe des Filmarchivs Austria, des Wien-Film-Verleihs und der deutschen Murnau-Stiftung sucht die Belvedere-Film verschollene Produktionen, die offensichtlich während der 1950er Jahre durch die sowjetischen Besatzungstruppen entwendet wurden, nachdem Belvedere-Film die Produktion eingestellt hatte. Kopien von „Märchen vom Glück“ (zum Wiederverleih in „Traum vom Glück“ umbenannt) und „Dr. Rosin“ sind im Filmarchiv zu finden, und der besondere Sammelschnitt von „Dr. Rosin“, der im Augarten-Filmdepot aufbewahrt wird, hat aus irgendeinem Grund viel von seinem Dialog eingebüßt.

## Produktionen
Im Folgenden eine Auswahl von Produktionen der beiden Belvedere-Film-Gesellschaften von 1946 und 1999:
alte Belvedere:
- Symphonie in Salzburg, 1946
- Kunstschätze des Klosterneuburger Stiftes, 1947
- Die Glücksmühle, Die, 1947
- Wer küßt wen?, 1947
- Der Leberfleck, 1948
- Doktor Rosin, 1949
- Märchen vom Glück, 1949
- Roulette d'amour, 1969

neue Belvedere:
- Semmelweis, 2001
- Wilson Chance, 2005
- The Retreat, 2011
- Menschen, 2012
- Felix Austria! aka The Archduke and Herbert Hinkel, 2013
- De Expressione Humanitatis: Von Schauspiel und Musik, ORF Dokumentarfilm, 2014
- Ally Acker's Reel Herstory: The Real Story of Reel Women, 2014
- Der Bauer zu Nathal. Kein Film über Thomas Bernhard, 2018